# Faulx-Les Tombes
Pour les articles homonymes, voir Faulx (homonymie).
Faulx-Les Tombes  (en wallon Få) est une section de la commune belge de Gesves située en Région wallonne dans la province de Namur, en Belgique. Elle fait désormais partie de la commune de Gesves, en Région wallonne (Belgique), après avoir été une commune à part entière jusqu'à la fusion des communes de 1977.

## Toponymie
Le nom de Faulx-Les Tombes provient de la juxtaposition des noms des paroisses de Faulx (du latin falcis, faucille), à l'ouest de la rivière du Samson, et de son hameau, « Les Tombes », positionné à l'est du Samson. Ce hameau fut élevé au rang de paroisse au XVIIe siècle quand la population grandissante voulut avoir son propre lieu de culte.
L'appellation « Les Tombes » trouverait son origine dans la géomorphologie des lieux : au sud-est de l'église actuelle, le versant d'ubac présente deux « collines », en anomalie avec la pente générale, et rappellent visuellement les tumuli gallo-romains recensés un peu partout en Wallonie.  Les anciens auraient été convaincus qu'il s'agissait d'édifices anthropiques datant de l'Antiquité. La mise à jour de la carte géologique au début du XXIe siècle confirme qu'il s'agit en réalité d'une formation rocheuse d'origine magmatique.
Pour l'anecdote, une œuvre d'art extérieure (landart) installée sur l'une des deux collines (réalisation Byoung-Tak Moon) figure une queue de dragon sortant de terre.

## Géographie

### Situation
Faulx-les Tombes est situé à environ 15 km au sud-ouest de Namur. Le village est entouré des localités de Gesves, Mozet, Sorinne-la-Longue, Sorée et Strud. Les rues principales du village sont la rue du Château, la rue Grande et la rue du Samson. Le village est traversé par le Samson, un affluent de la Meuse.

## Évolution démographique
- Source: DGS, 1831 à 1970=recensements population, 1976= habitants au 31 décembre

## Histoire
Faulx-Les Tombes fut une seigneurie dépendant du comté de Namur. Le premier seigneur connu fut Godefroid de Faulx, mentionné en 1213. La seigneurie passa ensuite aux familles de Marbais, de Beaufort, d’Oultremont et enfin de Corswarem, qui la conservèrent jusqu’à la fin de l’Ancien Régime.

## Liste des bourgmestres de 1899 à 1977
- Jean-Florian Collin, de 1965 à 1970, (PLP).

## Patrimoine et culture

### Patrimoine architectural

#### L’église Saint-Joseph (1879)
L'église Saint-Joseph, bâtie dans le style néo-roman byzantin, est une œuvre maîtresse d'Henri Beyaert. Construit avec des moellons de grès rougeâtres et jaunes du pays, et avec une chaîne d'angle en pierre bleue, cet édifice est connu pour l'effet donné par les pierres le composant, posées en alternance.
Le porche s'orne d'un tympan avec chronogramme « Sancto Josepho amae virginis conjigi, pietas gracias que dicarunt » et d'une colonne aux attributs des quatre évangélistes : l'aigle (Jean), le lion (Marc), le taureau (Luc) et l'homme (Mathieu). L'intérieur est entièrement bâti en grès jaune avec alternance de briques rouges et de pierres bleues, avec charpentes apparentes et bois lambrissé. La perspective est barrée par un jubé qui surplombe l'entrée du sanctuaire et sur lequel se dresse un haut calvaire. Beyaert a collaboré avec Paul Hankar, spécialiste du fer forgé. Celui-ci a produit tous les objets de décoration relatifs à la ferronnerie, notamment le banc de communion, la rampe de la chaire de vérité et les bras de lumière à chaque colonne. La chaire de vérité a été taillée dans un seul bloc de pierre par l'artiste local François-Joseph Balthazart. L'utilisation chromatique de la pierre, une composition volumétrique équilibrée et le souci du détail semblent être, pour certains auteurs, le signe avant-coureur de l'art nouveau.

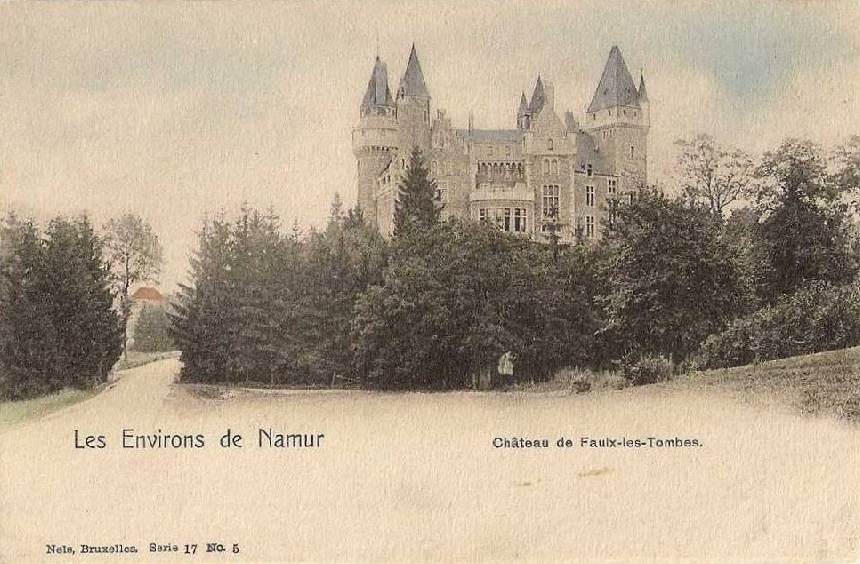
Le château de Faulx-Les Tombes (1900).

#### Le château de Faulx-Les Tombes (1872)
Le château actuel date du XIXe siècle et a été construit par l’architecte Henri Beyaert dans un style néo-gothique. Il a été édifié sur le site d’un ancien château fort du XIIIe siècle, dont il subsiste quelques vestiges. Le château est entouré d’un parc à l’anglaise et d’une ferme-château.

#### "Château" Le Vivier
Le Vivier est une ancienne distillerie (ou relais de poste sous l'ancien régime d'après la carte des Pays-Bas autrichiens de Ferraris) ayant brûlé durant la première guerre mondiale. Dans les années 1920, les ruines de la distillerie sont acquises par le comte Guillaume de Diesbach Belleroche (1885 -1939) et sa femme, Marie-Thérèse de Pierpont-Surmont, qui ont de nombreux proches résidant dans les environs.
Le couple bâtit alors une résidence à l'emplacement des ruines de la distillerie, en s'inspirant de l'architecture de la région d'Arras. Ce bâtiment est une curiosité architecturale : il ne correspond pas au style condruze. Bien qu'il s'agisse d'une gentilhommière, les habitants de la région parlent la plupart du temps du « château » Le Vivier.

#### Maizeroulle
Il y avait autrefois, le long de la route qui mène de Goyet à Haltinne, un hameau du nom de Maizeroulle (voire Maizeroule, Maiseroulle etc.), composé d'un manoir et d'une église. Les différents bâtiments ont été détruits en 1942-1943 pour exploiter une carrière. Il ne reste plus que le presbytère. L'église Saint-Martin de Maizeroulle était, sous l'ancien régime, le siège d'une paroisse fort étendue, comprenant notamment les villages de Strud et Haut-Bois. Après la révolution, le territoire de l'ancienne paroisse de Maizeroulle fut réparti entre les communes de Faulx-Les Tombes et de Haltinne.

## Personnalités
L'homme d'affaires belge, Arnoud de Pret Roose de Calesberg (1944-) est né à Faulx-Les Tombes.